# Kościół Maryi Panny
Diecezja Normandii, oficjalna nazwa Stowarzyszenie Kultowe Katolickiego Kościoła Gallikańskiego Normandii – diecezja mariawicka we Francji, będąca częścią prowincji francuskiej Kościoła Starokatolickiego Mariawitów. Główny ośrodek religijny administratury kościelnej znajduje się w miejscowości Mont-Saint-Aignan pod Rouen.
Stowarzyszenie kultowe powstało w 1964 roku pod nazwą Kościoła Maryi Panny jako niezależna parafia tradycji łacińskiej. Przez dziesięciolecia utrzymywało ono przyjazne relacje z wieloma Kościołami i związkami wyznaniowymi na świecie. Na początku XXI wieku wspólnota przystąpiła do rozmów o pełnej interkomunii z Kościołem Starokatolickim Mariawitów w Polsce. Rozmowy o zjednoczeniu zakończono w 2023 roku, a 17 lutego 2024 roku w Płocku uroczyście dokonano aktu utworzenia diecezji Normandii.

## Historia
Kościół Maryi Panny został założony w 1964 roku przez byłego mnicha benedyktyńskiego i księdza rzymskokatolickiej archidiecezji Rouen, Maurice'a Cantora. Lider wspólnoty próbował przez kilka lat współpracować z różnymi denominacjami starokatolickimi we Francji. W latach 1964–1966 był kilkakrotnie konsekrowany na biskupa przez różnych hierarchów niezależnych Kościołów tradycji łacińskiej.
W 1970 roku do wspólnoty Maurice'a Cantora przyłączył się rzymskokatolicki biskup tytularny Sanavus, Mario Cornejo, a suspendowany w 1969 roku przez Stolicę Apostolską z powodu zerwania z celibatem i zawarcia małżeństwa. Cornejo konsekrował sub conditione Cantora, a następnie po 1987 roku wyświęcił dla Kościoła jeszcze innych biskupów. Od 1991 roku zwierzchnikiem Kościoła Maryi Panny był biskup Claude Ducrocq. Od 2016 roku był nim biskup Roland Fleury.
17 lutego 2024 roku doszło do uroczystego włączenia Kościoła jako diecezji normandzkiej do prowincji francuskiej Kościoła Starokatolickiego Mariawitów. Na czele diecezji stanął dotychczasowy biskup z Mont-Saint-Aignan - Roland Fleury.

## Charakterystyka
Kościół Maryi Panny był wspólnotą zachowującą tradycjonalizm w sprawowaniu liturgii łacińskiej z jednoczesnym dopuszczeniem pewnych liberalnych innowacji w prawie i dyscyplinie kościelnej.
Stowarzyszenie sprzeciwiając się niektórym postanowieniom soboru watykańskiego II odrzuciło reformę liturgii łacińskiej wprowadzoną przez papieży Jana XXIII w 1962 roku i Pawła VI w 1970 roku. Zachowano stary wystrój i ustawienie ołtarza oraz szaty liturgiczne duchownych. Liturgia Kościoła oparta była na Mszale Rzymskim św. Piusa V. Sprawowano ją jednak nie w języku łacińskim, a po francusku. Kościół mimo integryzmu w sprawowaniu liturgii rzymskiej przyjął pewne zwyczaje Cerkwi prawosławnej i Kościołów starokatolickich. Między innymi wspólnota zniosła obowiązkowy celibat osób duchownych, dopuściła rozwody kościelne i błogosławiła sakrament małżeństwa osobom rozwiedzionym. Kościół Maryi Panny od początku swojego istnienia był również otwarty na dialog ekumeniczny. Był członkiem Międzynarodowej Rady Wspólnoty Kościołów (ICCC). Współpracował ze Wspólnotą Taizé.
W 2024 roku wspólnota stała się integralną częścią prowincji francuskiej Kościoła Starokatolickiego Mariawitów. W związku z tym przyjęła mariawityzm i zobowiązała się do dostosowania swojego statusu do zasad w nim obowiązujących. Zgodnie z tradycją i zwyczajami mariawickimi wszyscy duchowni z diecezji normandzkiej będą mogli przyjąć habit zakonny, ale będzie to przedmiotem indywidualnych ustaleń z biskupem prowincji francuskiej. Kapłani wchodzący w skład Zgromadzenia Kapłanów Mariawitów zostaną członkami Kapituły Generalnej po siedmiu latach od integracji.
Na gruncie stosunków z administracją i sądami Republiki Francji diecezja normandzka jest prawnie niezależna i ponosi wyłączną odpowiedzialność za swój własny statut jako Stowarzyszenie Kultowe Katolickiego Kościoła Gallikańskiego Normandii.

## Biskupi Kościoła Maryi Panny
- Maurice Cantor – zwierzchnik Kościoła w latach 1964–1991
- Claude Ducrocq – zwierzchnik Kościoła w latach 1991–2016
- Roland Fleury – zwierzchnik Kościoła od 2016